# Robin Hu

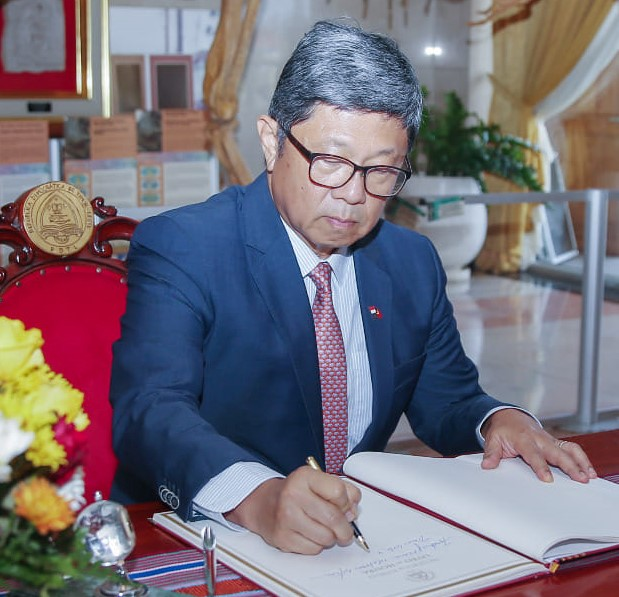
Robin Hu (2023)

Robin Hu Yee Cheng ist ein singapurischer Unternehmer und Diplomat.

## Werdegang
Hu erhielt einen Bachelor of Science in Mathematik an der University of Kent und einen Master of Science in Informatik und Mathematik an der University of Wales.
Hu leitete bei Temasek die Bereiche internationale Politik, Governance und institutionelle Beziehungen sowie die Gruppe für Nachhaltigkeit und Stewardship. Dann wurde er stellvertretender Vorsitzender für Asien und Operating Partner bei Temasek, Vorsitzender des Konventionsunternehmens Constellar und Vorsitzender von Mandai Nature, einer Stiftung von Temasek und Wildlife Reserve Singapore. Er ist außerdem Vorstandsmitglied bei Business China und Mediacorp.
Am 25. Oktober 2022 wurde Hu zum singapurischen Botschafter in Osttimor ernannt. Seine Akkreditierung übergab Hu am 1. Februar 2023 an Osttimors Präsidenten José Ramos-Horta. Seinen Amtssitz als Botschafter hat Hu in Singapur.

## Sonstiges
Hu ist mit Christine Hii Yien Hua verheiratet. Das Paar hat zwei Söhne.